# Жан-Батист Бургон дьо Фушеран
Жан-Батист Бургон дьо Фушеран (на френски: Jean-Baptiste Bourgon de Foucherans) е френски магистрат и политик, кавалер на  Почетния легион.

## Биография
Съветник на Кралския двор на Безансон и известен с консервативните си идеи, като депутат от Ду, той е печели и място в департаментския избирателен колегиум на 24 ноември  1827 година. На следващите избори той не преизбран, така че се посвещава изцяло на функциите си на магистрат и става при управлението на Луи-Филип председател на камарата в същия съд. В 1853 година получава титлата на почетен президент. Член е на дясноцентристката партия и гласува до края на законодателния мандат с умерените роялисти.